# Odynerus atropilosus
Odynerus atropilosus är en stekelart som beskrevs av Kostylev 1940. Odynerus atropilosus ingår i släktet lergetingar, och familjen Eumenidae. Inga underarter finns listade i Catalogue of Life.